# Office of Scientific and Technical Information
Das Office of Scientific and Technical Information (OSTI, dt.: Amt für wissenschaftliche und technische Informationen), in Oak Ridge (Tennessee), ist ein Programm und eine Abteilung des Office of Science im Energieministerium der Vereinigten Staaten (Department of Energy, DOE).
Der Auftrag des OSTI besteht darin, Forschern und dem amerikanischen Volk, Ergebnisse aus Forschung und Entwicklung zugänglich zu machen, um damit die Wissenschaft zu fördern und technologische Kreativität zu stärken. Für das OSTI ist es dabei wichtig den Fortschritt der Wissenschaft durch die Erhöhung des wissenschaftlichen Austausches zu beschleunigen.
Auf den Websites des Amtes können Fachdatenbanken mit Forschungsergebnissen des Energieministeriums durchsucht und laufende Forschungsprojekte gefunden werden. Das OSTI ermöglicht über seine Websites Zugang zu öffentlichen, wissenschaftlichen und technologischen E-Prints und Tagungsberichten, bietet Push-Dienste für wissenschaftliche Themen, linkt auf staatliche Lehrangebote, hilft mit Instrumenten und Technologien zur Informationssuche und verweist auf weitere Quellen.
Das Amt bietet die weltweit wichtigste Quelle für Informationen für den Bereich Energie und ist der größte Partner beim Wissenschaftsportal Science.gov. Das OSTI initiierte 1999 die ehemalige Literaturdatenbank PubSCIENCE und ist am Wissenschaftsportal WorldWideScience beteiligt.

## Fachdatenbanken
Auswahl frei zugänglicher Datenbanken für wissenschaftliche Informationen:
- The Energy Citation Database, über 2 Millionen bibliografische Datensätze wissenschaftlicher und technischer Informationen des Energieministeriums seit 1948, mit Links zum Volltext, wenn vorhanden
- The DOE Information Bridge, über 125.000 durchsuchbare Volltext-Dokumente zu Ergebnissen, der vom Energieministerium geförderten Forschungen
- The E-Print Network: Research Communications for Scientists and Engineers, Suchanfragen für 900.000 Dokumente, Lehrangebote und weitere wissenschaftliche Dokumente auf ca. 22.000 Websites, sowie eine Deep-Web-Suche in 52 großen E-Print-Datenbanken
- DOE R&D Accomplishments, erfolgreiche Forschungsergebnisse des Energieministeriums, mit hohem wirtschaftlichem Wert, die das Alltagsleben verbesserten, oder allgemein als Fortschritt in der Wissenschaft angesehen werden
- DOE R&D Project Summaries Informationen über 22.000 vom Energieministerium geförderten Forschungsprojekte
- EnergyFiles, Suchanfragen in über 500 Datenbanken und Websites mit Informationen und Quellen zu Wissenschaft und Technik, hauptsächlich zur Physik
- Federal R&D Project Summaries, Suche in mehr als 75.000 Zusammenfassungen von Forschungs- und Entwicklungsprojekten des DOE und weiterer fünf führender Wissenschaftsorganisationen
- Science Conference Proceedings, Suchanfragen für Tagungsberichte in mehreren Websites und Datenbanken
- ScienceLab, Lehrangebot zu Wissenschaften
- Science.gov, OSTI hostet das FirstGov Wissenschaftsportal gemeinsam mit 16 Organisationen und 12 staatlichen Behörden. Science.gov bietet einen Zugang zu über 1.800 Websites und bietet eine Deep Web-Suche in 30 Datenbanken, u. a. für Forschung und Entwicklung